# Liuyin
Liuyin (kinesiska: 柳荫, 柳荫镇) är en köping i sydvästra Kina. Den ligger i stadsdistriktet Beibei  i storstadsområdet Chongqing,  omkring 45 kilometer norr om det centrala stadsdistriktet Yuzhong. Antalet invånare är 17 505. Befolkningen består av 8 515 kvinnor och 8 990 män. Barn under 15 år utgör 12,0 %, vuxna 15-64 år 70 %, och äldre över 65 år 16,0 %.